# Pontifícia Universidade Escocesa

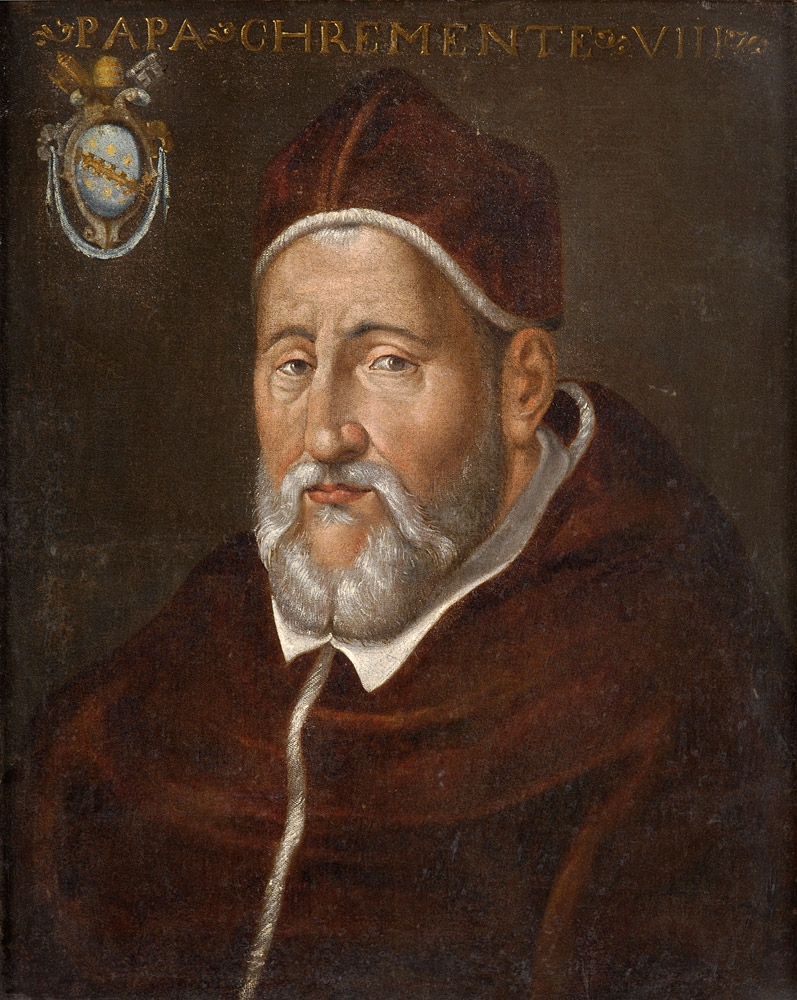
Papa Clemente VIII fundador da Pontifícia Universidade Escocesa.

Pontifícia Universidade Escocesa, conhecida como The Pontifical Scots College, foi fundada no século XVI na cidade de Roma, é o principal seminário. É o principal seminário para o treinamento de sacerdotes para a diocese da Igreja Católica da Escócia.

## História

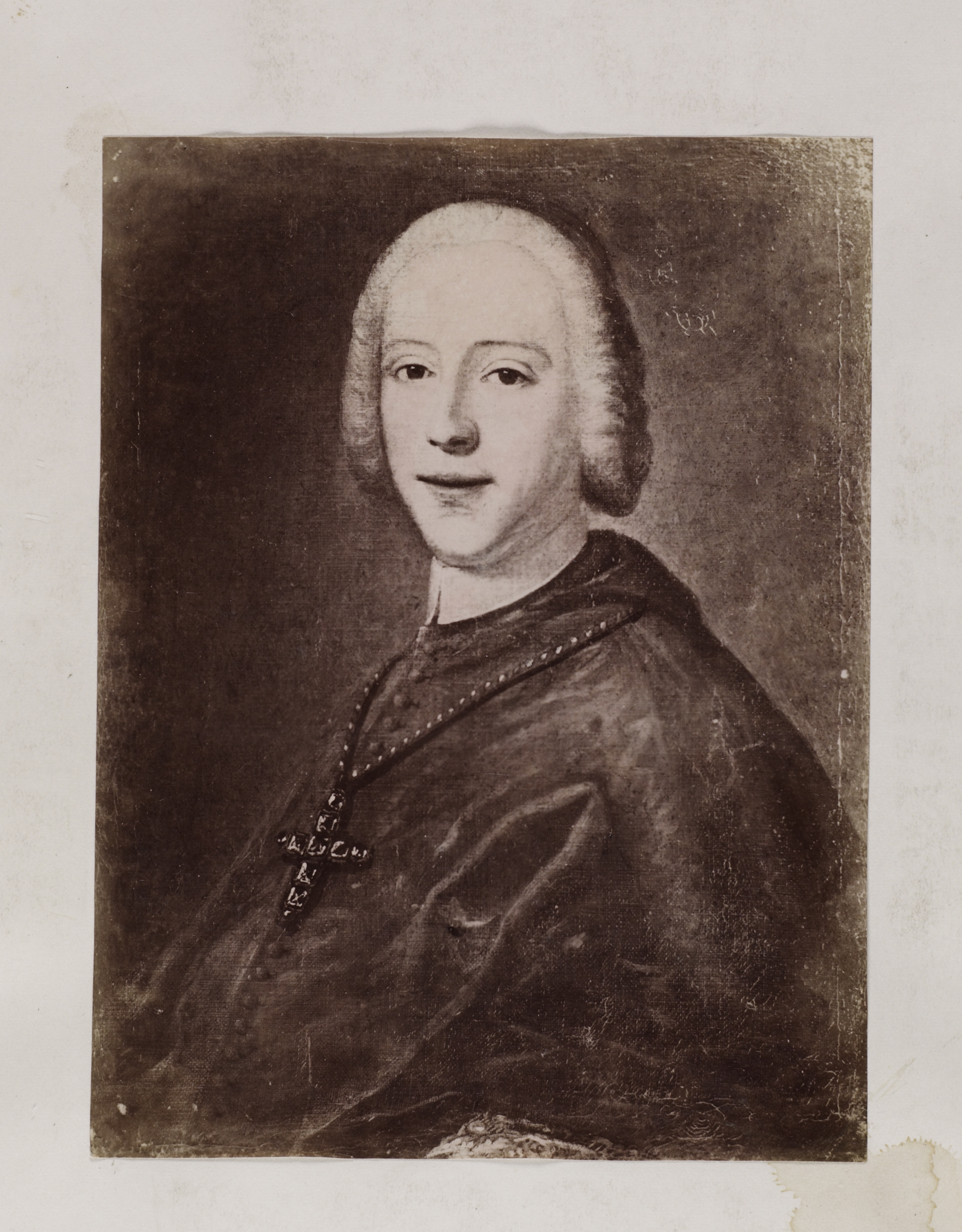
Cardeal Henrique Stuart, duque de York. A nota, escrita a mão no verso, diz: "Cardeal York presenteado pelo próprio à Universidade Escocesa em Roma".

A Universidade Escocesa foi fundada pelo papa Clemente VIII em 5 de dezembro de 1600, quando ela recebeu recursos do antigo hospício dos escoceses. No início, a Universidade ficava numa pequena casa onde está hoje localizada a  Via del Tritone, do lado oposto da igreja de Santa Maria di Costantinopoli. Em 1604, foi transferida para a Via Felice, atualmente Via delle Quattro Fontane, onde permaneceu até 1962.
Entre 1615 e 1773, os reitores do Scots College foram escolhidos entre os membros da Companhia de Jesus. Depois da supressão da Companhia de Jesus em 1773 pelo papa Clemente XIV em Dominus ac Redemptor, a Universidade passou para o comando de uma série de clérigos italianos até 1800 e a chegada de Paul MacPherson, um escocês, como reitor; ele serviria na função pelos trinta e oito anos seguintes. Desde então, todos os reitores foram escolhidos entre o clero secular escocês.
Outro reitor da Universidade por um longo período (também 38 anos) foi o rev. mgr. William Canon Clapperton (1886–1969), que serviu entre 1922 e 1960. Depois de sua aposentadoria, ele permaneceu como cônego em São João de Latrão e está enterrado num jazigo no cemitério Campo Verano em Roma.
A Universidade permaneceu por muitos séculos no centro de Roma, na Via delle Quattro Fontane, onde um busto do último dos Stuarts, cardeal Henrique Stuart, duque de Iorque  ainda pode ser visto. A instituição se mudou para sua localização atual, na Via Cassia, a sete quilômetros do centro da cidade, em 1962, e foi reinaugurado com a presença do papa Paulo VI em 18 de novembro de 1964.

## Alunos notáveis
- Alexander Dunbar Winchester, (1625–1708) prefeito apostólico para a Escócia
- Charles Erskine, cardeal  e diplomata do Vaticano
- Thomas Winning, (1925–2001) cardeal e arcebispo de Glasgow (1974–2001)
- Mario Conti, arcebispo-emérito de Glasgow
- Joseph Devine, bispo de Motherwell
- Philip Tartaglia, arcebispo de Glasgow desde julho de 2012
- Frederick Rolfe (Baron Corvo), (1860–1913), escritor
- Adrian Fortescue, (1874–1923)